# ویان
ویان، روستایی از توابع بخش مرکزی شهرستان کبودرآهنگ کبود راهنگ در استان همدان ایران است. اهالی این روستا عموما به کار تولید پوشاک و کار ساختمانی (آرماتور بندی) مشغول هستند.

## جمعیت
این روستا در دهستان سبزدشت قرار دارد و براساس سرشماری مرکز آمار ایران در سال ۱۳۹۵، جمعیت آن ۳۷۱۲ نفر (۱۱۷۹خانوار) بوده‌است.